# Józef Hiż

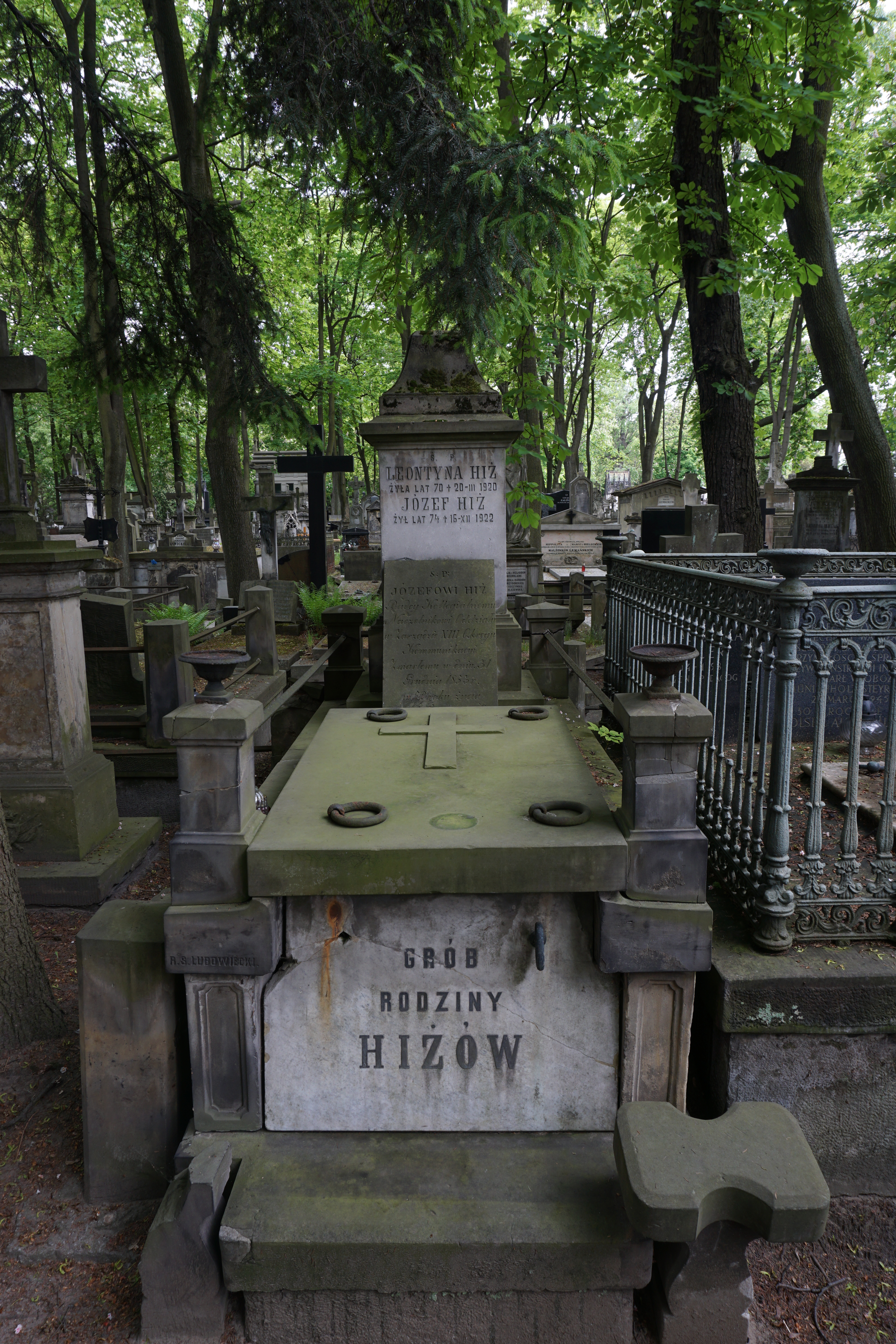
Grób Józefa Hiża na cmentarzu Powązkowskim

Józef Hiż (ur. 29 marca 1799 w Warszawie, zm. 31 grudnia 1853) – polski inżynier i topograf wojskowy, porucznik armii Królestwa Polskiego, oficer powstania listopadowego.

## Życiorys
Był synem Jana Augusta Hiża i Franciszki z domu Gerault. Miał rodzeństwo: Elżbietę (wydaną za Jana Fechnera), Aleksandra (dzierżawcę dóbr Głębokie w powiecie radomskim), Jana (1784–1831; podpułkownika) i Karola (1794–1854; podporucznika armii napoleońskiej, uczestnika kampanii rosyjskiej 1812). 
Od 1808 roku kształcił się w Korpusie Kadetów w Chełmie, następnie w Szkole Elementarnej Artylerii i Inżynierii w Warszawie. W 1816 roku został konduktorem w Korpusie Inżynierii. Jeszcze w tym samym roku przeniesiono go do Kwatermistrzostwa Sztabu Generalnego Wojska Polskiego. W 1817 roku został mianowany podporucznikiem, a w 1818 porucznikiem.
Brał udział w demarkacji granicy Królestwa Polskiego z Królestwem Prus pod kierunkiem Wojciecha Chrzanowskiego. W latach 1818–1821 współpracował w wyrysowaniu mapy granicznej i map szczegółowych, np. Prosny. W tym samym czasie, w zastępstwie swojego przełożonego, nauczał rysunków topograficznych w Korpusie Kadetów w Kaliszu.
W latach 1822–1830 uczestniczył w pracach nad mapą topograficzną Królestwa Polskiego, wykonywaną przez Kwatermistrzostwo Sztabu Generalnego Wojska Polskiego. Równocześnie nauczał rysunków topograficznych w Szkole Podchorążych Jazdy.
W czasie powstania listopadowego był oficerem Kwatermistrzostwa Generalnego, został przydzielony do Głównej Kwatery. W lutym 1831 roku został awansowany na kapitana.
Po upadku powstania, 5 października 1831, przeszedł z wodzem naczelnym Maciejem Rybińskim do Prus. Był internowany w Elblągu. 15 lutego 1832 przybył do Warszawy. Stawił się przed Komisją Rządową Wojny, ponowił przysięgę wierności carowi.
W kwietniu 1833 roku objął stanowisko inżyniera powiatowego warszawskiego, następnie podinspektora w Dyrekcji Komunikacji Lądowych i Wodnych. Był radcą kolegialnym, naczelnikiem oddziału w zarządzie XIII okręgu komunikacji. Należał do Warszawskiego Towarzystwa Dobroczynności.
Zmarł 31 grudnia 1853. Został pochowany 3 stycznia 1854 na cmentarzu Powązkowskim w Warszawie, kwatera 13, rząd 3, miejsce 18.
Był żonaty z Leokadią Marianną z domu Guzowską. Mieli troje dzieci. Ich wnukiem był poeta i publicysta Tadeusz Hiż.
W ocenie autora jego biogramu zamieszczonego w Polskim Słowniku Biograficznym, był „jednym z wybitniejszych topografów pracujących w Kwatermistrzostwie [Sztabu Generalnego Wojska Polskiego], a zwłaszcza – jak świadczą jego prace – doskonałym rysownikiem”.

## Odznaczenia
- Order Świętej Anny III klasy[3]
- Znak Honorowy za Długoletnią i Nieskazitelną Służbę za lat 15[3]